# Vojtech Vagašský
Vojtech Vagašský (4. května 1902 – 1983) byl slovenský a československý politik a poválečný poslanec Ústavodárného Národního shromáždění za Demokratickou stranu.

## Biografie
Vystudoval práva na Univerzitě Komenského v Bratislavě a pracoval jako advokát. Za tzv. slovenského štátu se podílel na nekomunistickém odboji na východním Slovensku. Účastnil se Slovenského národního povstání.
V srpnu 1945 byl delegáty národních výborů zvolen za poslance Slovenské národní rady. Zasedal zde do roku 1946. V parlamentních volbách v roce 1946 se stal členem Ústavodárného Národního shromáždění za Demokratickou stranu. V parlamentu setrval do konce funkčního období, tedy do voleb do Národního shromáždění 1948.
Po únorovém převratu emigroval. Pracoval v knihovně Kongresu USA a v Mid-European Studies Center.